# Скульптура оленя (Смоленск)
Скульптура оленя — творение немецкого анималиста Рихарда Фризе, первоначально установленное в Роминтенской пуще, перемещённое после Великой Отечественной войны в смоленский сад Блонье.

## История

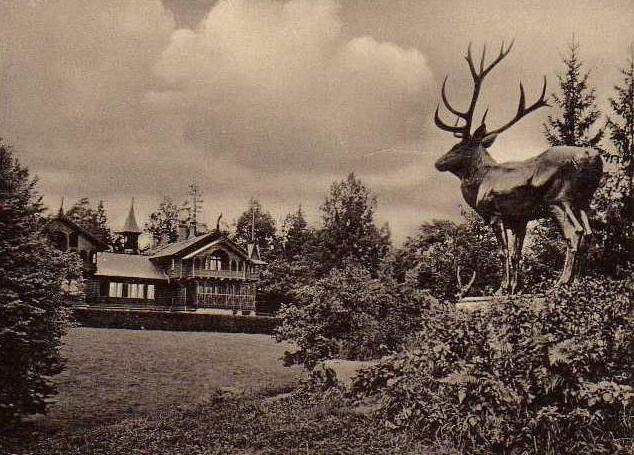
Скульптура оленя на фоне охотничьей усадьбы кайзера Вильгельма II

В 1909 году в окрестностях своего охотничьего домика в Роминтенской пуще кайзер Вильгельм II подстрелил оленя с удивительно витиеватыми рогами. Охотничий трофей настолько понравился императору, что он решил увековечить его в бронзе. Для этого был приглашён известный в то время скульптор-анималист Рихард Фризе. В 1910 году у часовни святого Хуберта на невысоком постаменте была установлена скульптура. Получившийся бронзовый олень оказался примерно в полтора раза больше оригинала. Один олений рог весит 200 кг.
До войны в Роминтенской пуще недалеко от скульптуры располагался комфортабельный отель «У оленя», названный в её честь.
В 1944 году скульптура загадочным образом исчезла и через год была обнаружена красноармейцами на даче Геринга. После войны оленя перевезли в Смоленск. В 1945 году на боку трофея всё ещё можно было прочитать надпись белой краской «Подарок из Восточной Пруссии детям Смоленска от гвардейцев N-ского корпуса!». Бронзовый олень был установлен на детской площадке в саду Блонье.

П. А. Фишман реставрирует оленя

У смолян сложилась традиция: для привлечения удачи тереть оленю гениталии.
Всеобщий любимец смолян неоднократно страдал от «чрезмерной любви» граждан. За годы пребывания в парке Блонье скульптура реставрировалась трижды: один раз скульптором А. Н. Русецкой и дважды П. А. Фишманом, который в 2010 году к столетию создания скульптуры провел капитальную реставрацию оленя в цехе художественного литья в Катыни. В этом же году рядом со скульптурой был установлен гранитный камень с латунной табличкой, на которой указано имя скульптора, а также дата создания бронзового оленя.